# Philothamnus irregularis
Philothamnus irregularis — вид змій родини вужеві (Colubridae).

## Поширення
Населяє чагарникові зарості у степах тропічної Африки південніше Сахари.